# 多佛 (喬治亞州)
多佛（英語：Dover）是位於美國喬治亞州斯克里文縣的一個非建制地區。該地的面積和人口皆未知。

## 地理
多佛的座標為32°34′38″N 81°42′54″W / 32.57722°N 81.71500°W，而該地的平均海拔高度為31米（即102英尺）。